# Timothy Gaines
Timothy "Tim" Gaines (nacido como Timothy Hagelganz, 15 de diciembre de 1962 en Portland, Oregón) es un músico estadounidense, reconocido por haber sido el bajista original de la agrupación de metal cristiano Stryper. Gaines (el único miembro inconsistente de la banda), decidió abandonarla definitivamente en 2017 siendo reemplazado por Perry Richardson.

## Biografía

### Inicios
Gaines nació en Portland, Oregón, bajo el nombre de Timothy Hagelganz, en el seno de una familia cristiana alemana, cuya ascendencia era la de los alemanes del Volga. Cuando Gaines tenía cuatro años, él y su familia se mudaron a Arcadia, California, donde más tarde asistió a Arcadia High School. Cuando era joven, fue intimidado por sus compañeros de clase en la escuela debido a su apellido único y, a menudo, mal pronunciado, Hagelganz, y por ser el hijo del pastor de la Iglesia Presbiteriana de Arcadia. Más tarde adoptó el nombre artístico conocido de Gaines a semejanza de sus tíos Reuben, un locutor de radio, y Ronnie, un intérprete de un club nocturno de jazz, que también usó el nombre profesionalmente.

### Stryper
Tim Gaines se unió oficialmente a Stryper en 1983 como su cuarto y último integrante, luego de una audición con los hermanos Michael y Robert Sweet.
Participó en la grabación de los álbumes The Yellow And Black Attack y Soldiers Under Command.
Gaines dejó brevemente la banda durante la producción del exitoso disco To Hell with the Devil, pero retornó a la misma para la gira del mencionado álbum. Tim ha sido el músico más inconstante en la formación de Stryper, ausente en la grabación de algunos de sus discos, pero presente en las respectivas giras.

### Otros proyectos
Junto a Robert Sweet formó parte de la agrupación "King James". También participó del proyecto "Sindizzy" (junto al guitarrista de Stryper Oz Fox). 
En el 2009 Gaines lanzó su primer disco en solitario titulado Breakfast @ Timothy's.

## Discografía

### Stryper
- The Yellow And Black Attack (1984)
- Soldiers Under Command (1985)
- To Hell with the Devil (1986)
- Against the Law (1990)
- Can't Stop the Rock (1991)
- The Covering (2011)
- Second Coming (2013)
- No More Hell to Pay (2013)
- Live at the Whisky (2014)
- Fallen (2015)

### Solo
- Breakfast At Timothy's (2009)

### Músico invitado
- Crawl to China, Tourniquet (bajo en "Claustrospelunker") (1997)
- Music City Live, Bryan Duncan & The NehoSoul Band (bajo en "Blue Skies") (2004)
- Rock Of Ages - Where Classic Hymns Meets Classic Rock, Dez Dickerson (bajo en  "Amazing Grace" y "Fairest Lord Jesus") (2005)
- Soundtrack Of A Soul, Liberty N' Justice (2006)
- Sin Paredes, Sin Paredes (bajo en "Sólo en Mi") (2007)
- I'm Not Your Suicide, Michael Sweet (bajo en "How To Live") (2014)
- Homo Homini Lupus, Pÿlon (bajo en "South of Heaven") (2014)

### Otros trabajos
- King James, King James (1994)
- SinDizzy, SinDizzy (1998)